# Płeteniwka
Płeteniwka (ukr. Плетенівка) – wieś na Ukrainie, w obwodzie charkowskim, w rejonie czuhujewskim, w hromadzie Wołczańsk. W 2001 liczyła 124 mieszkańców.Od 11 maja 2024 pod okupacją rosyjską.https://liveuamap.com/en/2024/11-may-russian-ministry-of-defense-claims-control-over-borysivka